# Cookies and cream

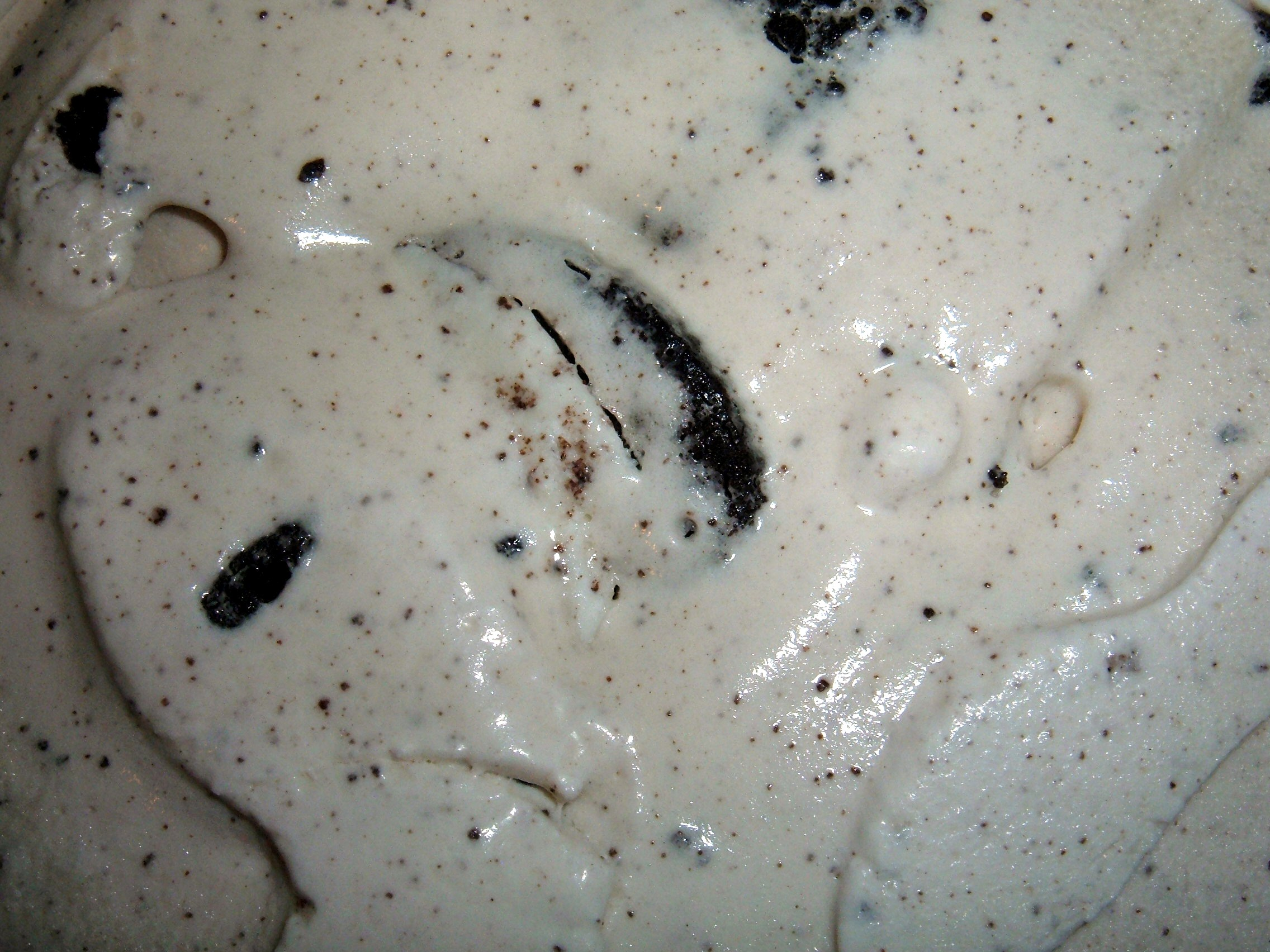
Ejemplar de un Cookies and Cream.

Cookies and cream (escrito también como Cookies 'n Cream; en español como Galletas y crema) es una variedad de helado y milkshake con una base de galletas de chocolate. El sabor es ampliamente asociado con la galleta Oreo, en una especie de galleta rellena con relleno de crème dulce, blanco es utilizado comúnmente en batidos y otros postres congelados.
Aunque la tradicionales galletas y helado de crema se hacen con vainilla o dulce helado de crema, hay variaciones que utilizan chocolate, café o un helado de menta en su lugar.
También tiene sus variaciones en barras de chocolate blanco con trocitos de galleta, un ejemplo, la Hershey's Cookies 'n' Creme. 

## Historia
Hay algún debate en cuanto a quién ha inventado primero y vendido Cookies 'n Cream ice cream.
- Malcolm Stogo, un asesor de helado, afirma haber creado el sabor en 1976.[1]
- John Harrison, el catador oficial para Helados Dreyer/Edy, afirma que lo inventó por primera vez para la compañía en 1982.[2][3]
- Blue Bell Creameries afirman que fue la primera en producir el sabor en masa dos años antes, en 1980, después de que un empleado lo probó en un salón de helados Houston el año anterior; Sin embargo, "Blue Bell no pretende decir haberla inventado, pero sin duda fue pionera en el sabor".[4][5] Blue Bell Creameries solicitó el registro de la marca "Cookies 'n Cream" en 1981.[6]
- South Dakota State University afirma el sabor fue inventado en la planta láctea en la universidad.[7]
- Otro reclamante es Steve Herrell de Massachusetts de Herrell Ice Cream.[8]

En 1983, Cookies 'n Cream se convirtió en uno de los cinco mejores sabores de mayor venta en helados.